# John William Stubbs
John William Stubbs (1 de febrero de 1821-10 de octubre de 1897) fue un matemático y clérigo irlandés, que trabajó como administrador del Trinity College de Dublín. Se le atribuye la introducción del concepto geométrico de inversión respecto a una circunferencia y, al final de su vida, publicó un libro sobre la historia de la Universidad de Dublín.

## Semblanza
Stubbs nació en Finglas, un barrio de Dublín, y en 1840 se graduó en matemáticas como alumno distinguido en el Trinity College de la ciudad, premiado con una medalla de oro.
Publicó distintos artículos sobre matemáticas durante los siguientes años, y se le atribuye (junto con John Kells Ingram) la introducción del concepto geométrico de la inversión respecto a una circunferencia, en un artículo conjunto. Posteriormente se ha sabido que Jacob Steiner (en 1824) y Giusto Bellavitis (en 1836) ya habían descrito construcciones similares anteriormente, al igual que Joseph Liouville y, un poco más tarde, William Thomson.
Esta innovación de Ingram y Stubbs quedó destacada en un comentario del matemático John Casey, que la describió como "Una continuación de los primeros seis libros de Euclides, que contiene una fácil introducción a la geometría moderna, con numerosos ejemplos" (4ª edición, 1886); y también quedó reseñada en las Actas del Real Academia Irlandesa en 1845.
En 1845, Stubbs obtuvo su maestría, siendo nombrado miembro del Trinity College y admitido en la orden religiosa, por lo que en adelante centró su atención en los asuntos de la iglesia. Obtuvo su doctorado en teología en 1866 y en 1882 fue nombrado miembro principal y tesorero de la institución universitaria. También desempeñó el cargo de tesorero de la Catedral de San Patricio en Dublín. Se había casado con Catherine Louisa Cotter en 1855 y posteriormente la pareja tuvo cinco hijos.
En 1889 publicó un libro sobre La historia de la Universidad de Dublín, desde su fundación hasta finales del siglo XVIII.